# Monti Erei
Die Monti Erei sind ein Gebirge auf Sizilien. Es erhebt sich im Zentrum der Insel im Freien Gemeindekonsortium Enna. Auf dem knapp 1000 m hohen Monte San Giuliano liegt die Stadt Enna.
5 km südlich der Stadt befindet sich auf einer Höhe von 670 m der Lago di Pergusa, der einzige natürliche See Siziliens. Er ist vulkanischen Ursprungs.
Im Gebiet der Monti Erei liegt der Geopark Rocca di Cerere.